# Gladiolus mutabilis
Gladiolus mutabilis är en irisväxtart som beskrevs av Gwendoline Joyce Lewis. Gladiolus mutabilis ingår i släktet sabelliljor, och familjen irisväxter. Inga underarter finns listade i Catalogue of Life.